# Krise in der Slowakei 2018
Ab Februar 2018 kam es zu einer weitreichenden politischen und gesellschaftlichen Krise in der Slowakei. Sie führte zum Rücktritt des langjährigen Ministerpräsidenten, des Innenministers und des Polizeichefs des Landes. Eine Struktur von organisierten kriminellen Machenschaften durch ein Netz an Politikern über Jahre hinweg, wurde deutlich und anhaltende landesweite Proteste trugen dazu bei, dass die Regierungspartei Smer-SD zunehmend Konsequenzen ziehen musste.
Auslöser war die Ermordung des jungen Journalisten Ján Kuciak und seiner Verlobten Martina Kušnirová. Sie wurden Ende Februar 2018 von Unbekannten in ihrem Haus erschossen. Kuciak hatte nach seinen Recherchen über Korruption, Veruntreuung von EU-Geldern, Machenschaften der italienischen Mafia in der Slowakei und deren Verbindungen in höchste Regierungskreise berichtet. Im ganzen Land gingen Menschen auf die Straße und forderten neben Aufklärung des Mordes auch u. a. den Rücktritt der Regierung des Langzeit-Ministerpräsidenten Robert Fico. Es waren die größten Demonstrationen in der Slowakei seit der samtenen Revolution 1989/90. In Dutzenden Städten des Landes fanden Demonstrationen statt, in der Hauptstadt Bratislava waren es laut Schätzungen bis zu 30.000 Menschen.

## Hintergrund

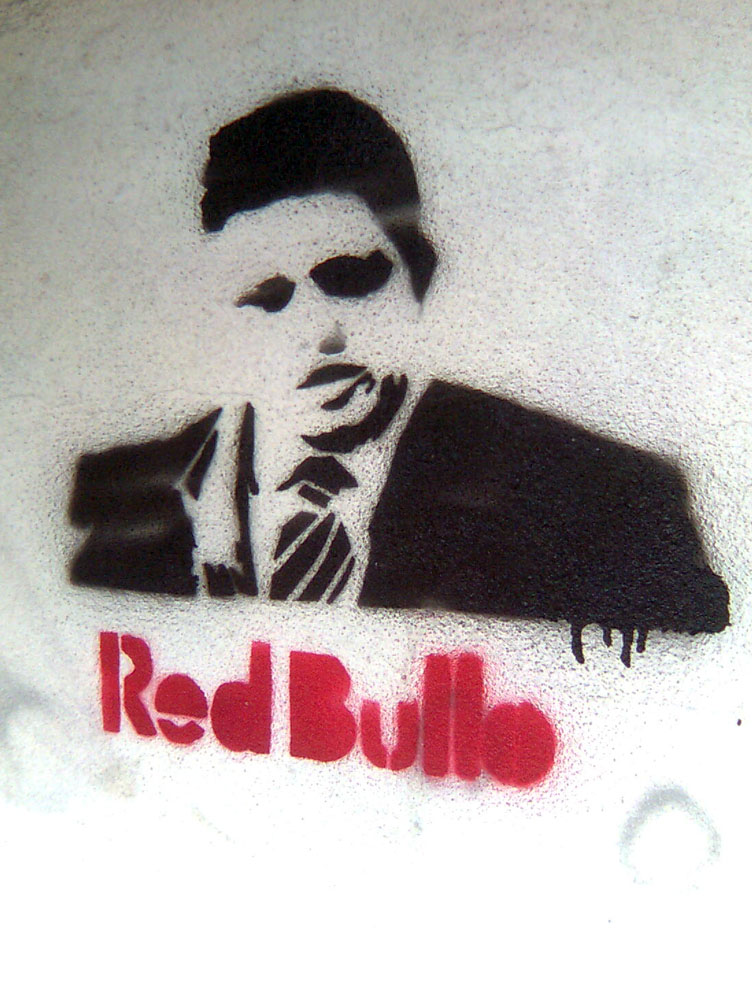
Fico-kritische Karikatur im Jahr 2009

Seit dem 1. Mai 2004 ist die Slowakei Mitglied der Europäischen Union; im gleichen Jahr wurde das Land NATO-Mitglied. Robert Fico gründete 2003 seine Partei Smer-SD, die er als sozialdemokratisch beschrieb. Fico wurde nach der Parlamentswahl am 17. Juni 2006 erstmals Ministerpräsident gewählt und blieb mit Unterbrechungen bis März 2018 im Amt. Zuletzt wurde er im März 2016 gewählt. Zum Zeitpunkt der Krise ging es dem Land wirtschaftlich gut und ausländische Volkswirte prognostizierten eine weiter wachsende Wirtschaft. Die Mehrheit der Bevölkerung ist einer Europäischen Integration gegenüber und der EU als Projekt positiv eingestellt.
Vier italienischen Familien war es laut den Recherchen Kuciaks gelungen, Gelder aus staatlichen und EU-Förderungen abzuzweigen. Zur Absicherung ihrer Geschäfte war es ihnen gelungen, Verbindungsleute zu Politikern der sozialdemokratischen Regierungspartei und direkt in das Büro von Regierungschef Robert Fico zu schleusen. Damit hätten sie Zugang zu Staatsgeheimnissen bekommen. Konkret wurde zwei Mitarbeitern von Robert Fico vorgeworfen, mit dem slowakischen Arm der italienischen ’Ndrangheta Geschäfte gemacht zu haben: dem Sekretär des Nationalen Sicherheitsrats und der persönliche Beraterin Ficos, Mária Trošková. Trošková, ein ehemaliges Model, begleitete Fico auf vielen Reisen, ohne dass ihre Funktion näher definiert war. Slowakische Diplomaten berichteten, Fico habe darauf bestanden, dass Trošková bei wichtigen Treffen, etwa mit Staatsoberhäuptern oder der mitteleuropäischen Visegrád-Gruppe, mit im Raum saß. Jedoch sprach sie mit niemandem.
Der bis zu Krise als Innenminister tätige Robert Kaliňák stand in der öffentlichen Kritik, weil er der Korruption verdächtigt wurde. Er soll den Steuerbetrug eines umstrittenen slowakischen Oligarchen gedeckt haben. Kaliňák ist selbst an einer von dessen Firmen beteiligt.
Nach dem Doppelmord an Ján Kuciak und seiner Freundin Martina Kušnirová durchsuchte die slowakische Polizei Häuser italienischer Geschäftsleute. Über sie hatte Kuciak für seinen letzten unfertigen Text recherchiert. Ihnen wurden Verbindungen zur kalabrischen Mafia vorgeworfen. Sie sollen sich in der Slowakei auf Steuerbetrug und Missbrauch von EU-Förderungen spezialisiert haben.

## Mord an Ján Kuciak und Martina Kušnirová
Ende Februar 2018 wurde der Investigativ-Journalist Jan Kuciak und seine Freundin in seinem Haus in Veľká Mača bei Trnava in der Westslowakei erschossen. Der oder die Täter schossen ihren beiden Opfern in Brust und Kopf. Beobachter sprachen von einer „Hinrichtung“.
Kuciak hatte umfangreich zu dem Gewebe aus Korruption, Veruntreuung von EU-Geldern und Machenschaften der italienischen Mafia in der Slowakei recherchiert. Er hatte auch über die viele personelle Verbindungen krimineller Strukturen und die Kontakte bis in höchste Regierungskreise berichtet. Einige seiner Rechercheergebnisse wurden postum veröffentlicht. Am 8. März 2019 erhob die Staatsanwaltschaft Anklage gegen den Unternehmer Marián Kočner, der den Auftrag für die Morde gegeben haben soll. Über diesen Unternehmer hatte Kuciak oft geschrieben.

## Protestbewegung

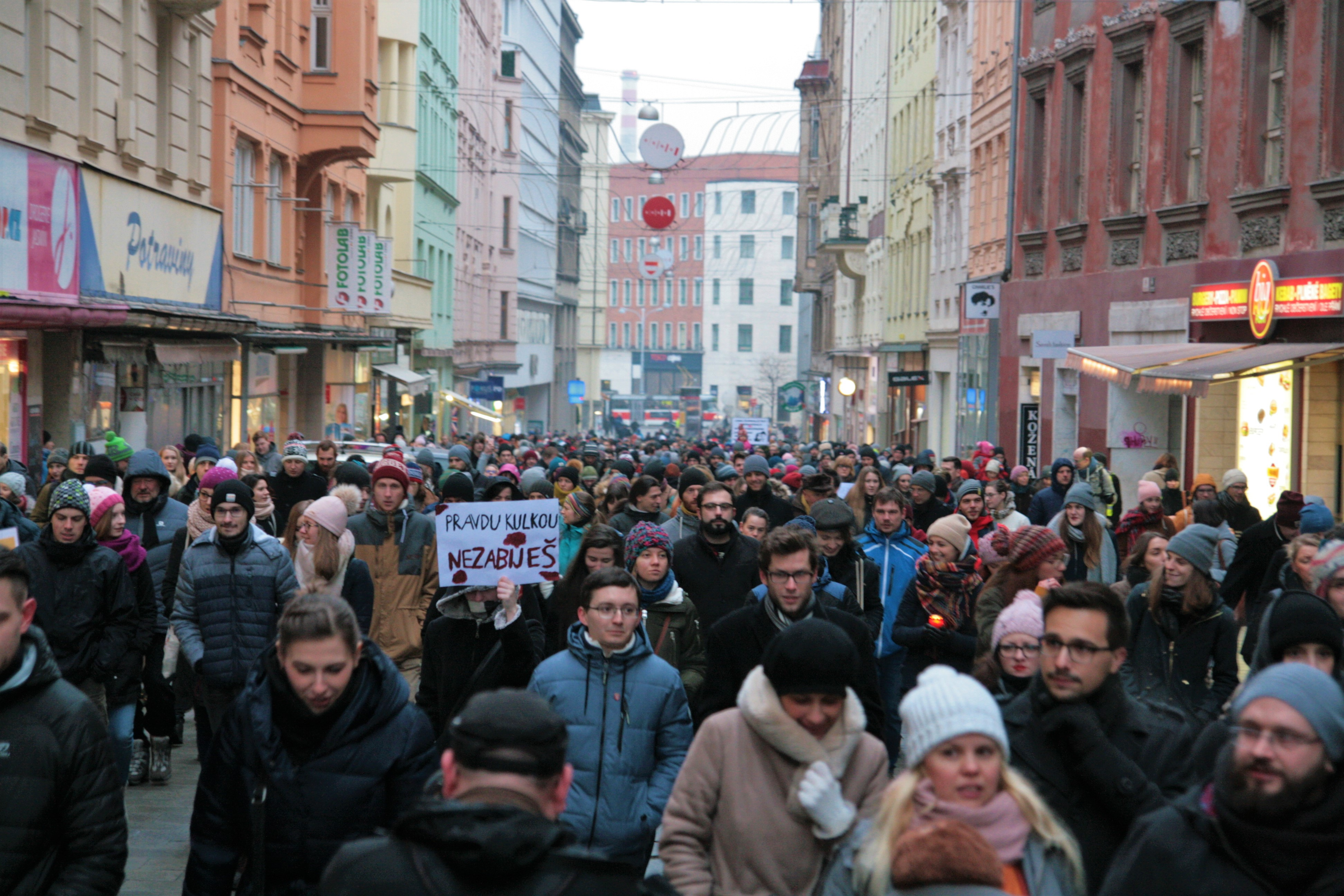
Gedenkmarsch für Ján Kuciak und Martina Kušnirová in Brno

Aus spontanen Trauerbekundungen für Ján Kuciak und Martina Kušnirová im ganzen Land, entwickelte sich nach und nach die politische Forderung, den Mord aufzuklären und schließlich der Ruf nach dem Rücktritt der Regierung Fico. Seitdem versammeln sich jeden Freitagabend im ganzen Land Menschen. In Bratislava allein versammelten sich bis zu 65.000 Demonstranten.

## Regierungskrise
Nach dem Doppelmord sagte Ministerpräsident Robert Fico die Aufklärung des Falls zu.
Marek Maďarič (Smer-SD) trat am 28. Februar 2018 von seinem Amt als Kulturminister zurück. „Nach der Ermordung eines Journalisten kann ich mir nicht vorstellen, in Ruhe weiter Chef dieses Ministeriums zu bleiben, das auch für die Medien zuständig ist“, sagte er. Bereits zuvor hatte Maďarič als parteiinterner Kritiker, Filz und Korruption in der Regierung sowie die enge Verflechtung mit der Geschäftswelt angeprangert.
Landesweit formierte sich Protest gegen die Regierung von Robert Fico und dessen Glaubwürdigkeit wurde in Frage gestellt: nahe Mitarbeiter Ficos und ein Teil seines Kabinetts waren in die Machenschaften verwickelt. Die Demonstranten forderten u. a. ebenfalls den Rücktritt von Innenminister Robert Kaliňák. Die kleineren Koalitions-Partner der Regierung Fico, die nationalistische SNS und die Partei der ethnischen Ungarn Most-Hid („Brücke“), forderten ebenfalls personelle Konsequenzen. Besonders Most-Hid stellte in Aussicht, aus der Koalition zu gehen, sollte nicht mindestens Innenminister und Fico-Vertrauter Kaliňák zurücktreten. Die Partei sprach sich auch für Neuwahlen aus.
Die EU kündigte an, die Hintergründe der von Kuciak recherchierten Machenschaften um Subventionsbetrug zu untersuchen. "Wir schauen uns den Fall jetzt genau an", sagte EU-Kommissar Günther Oettinger. Oettinger hielt es für möglich, dass EU-Zahlungen an die Agrarwirtschaft "für kriminelle Zwecke missbraucht" wurden.
Der Druck erhöhte sich durch die landesweiten Proteste weiter; jedoch zögerte Fico seinen Innenminister Robert Kalinak abzuberufen. Daraufhin muss sich der Regierungschef am 19. März einem Misstrauensvotum im Slowakischen Nationalrat stellen. Der Termin wurde vom Präsidium des Nationalrats festgelegt. Robert Fico kam dem zuvor und bot am 14. März 2018 überraschend seinen Rücktritt an. Als Bedingung nannte er unter anderem, dass seine Partei Smer-SD das Vorschlagsrecht für einen Nachfolger behalte. Er schlug Vizeregierungschef Peter Pellegrini als sein Nachfolger vor.
So war es nicht selbstverständlich, dass Präsident Andrej Kiska Pellegrini ernannte. Damit konnte die Smer-SD die von Protestbewegung geforderte vorgezogene Neuwahlen vorerst abwenden; der reguläre Wahltermin folgte im Frühjahr 2020. Kritiker warfen Fico vor, es sei ihm so gelungen, seinen bisherigen Stellvertreter als Nachfolger zu installieren und die Koalition unter Führung seiner Partei vorerst an der Macht zu halten
Pellegrini setzte Tomas Drucker als Innenminister ein. Drucker trat nach nur dreieinhalb Wochen im Amt am 15. April 2018 zurück und sagte, er wolle das Land nicht weiter polarisieren.

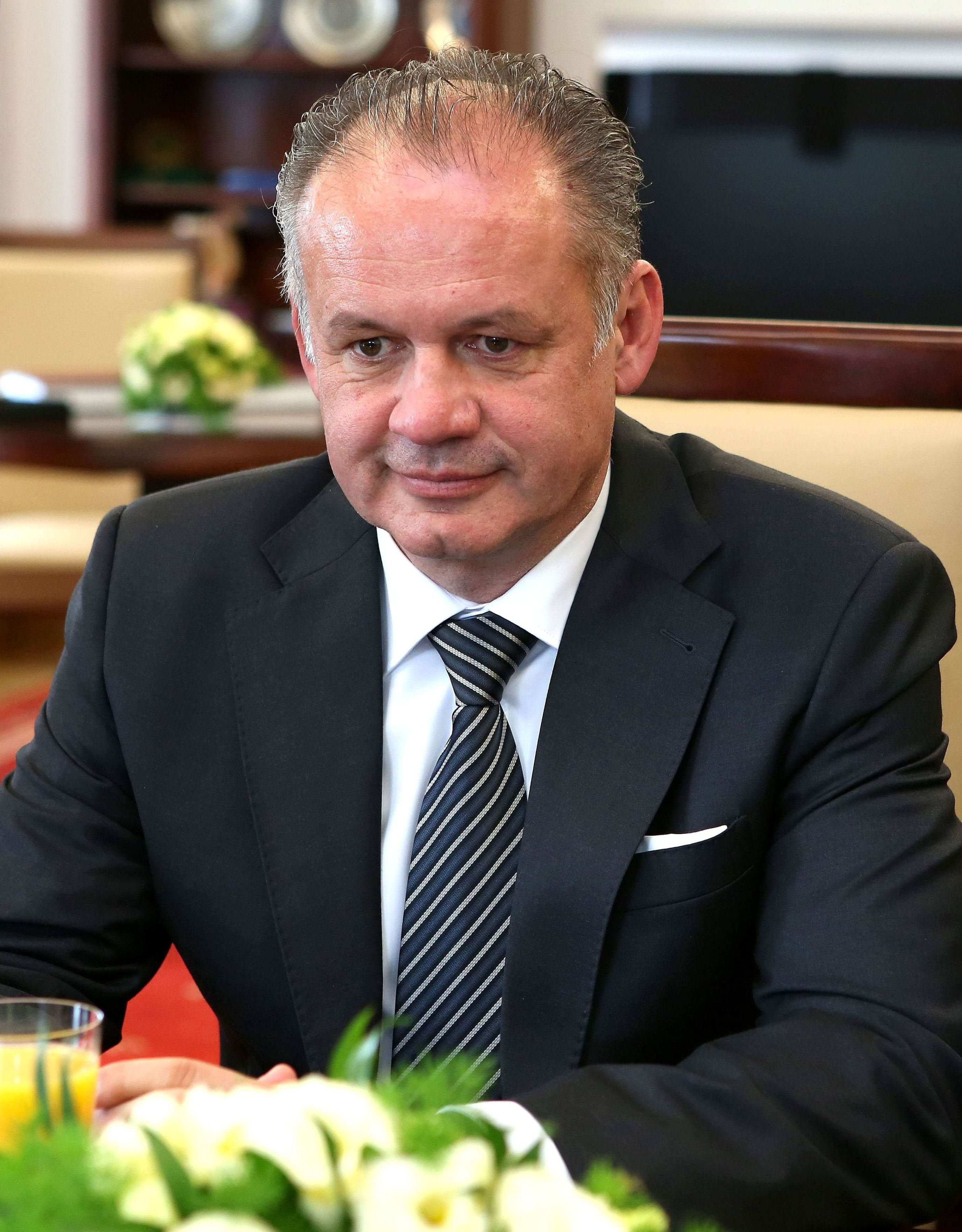
Präsident der Slowakischen Republik Andrej Kiska, 2014
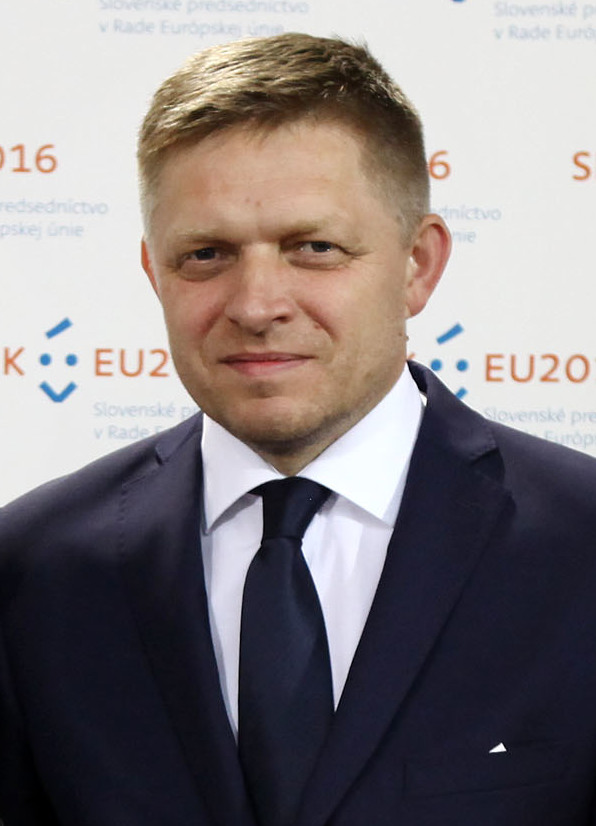
Zurückgetretener Regierungschef Robert Fico, 2016
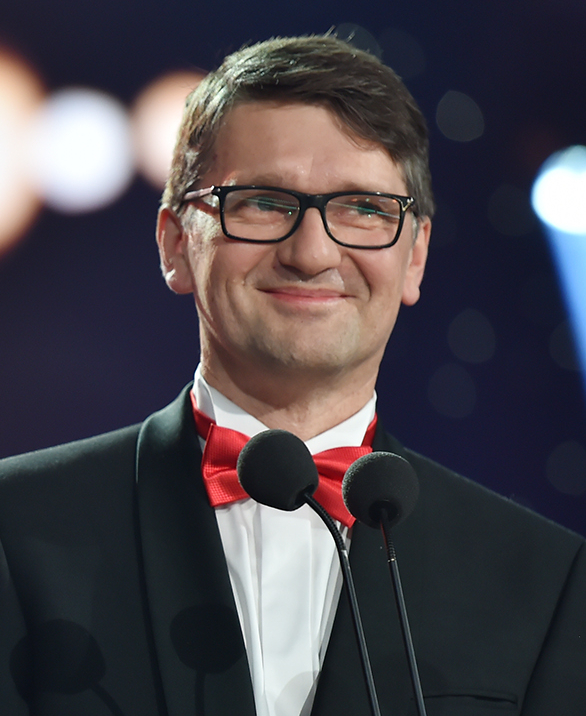
Zurückgetretener Kulturminister Marek Maďarič, 2017
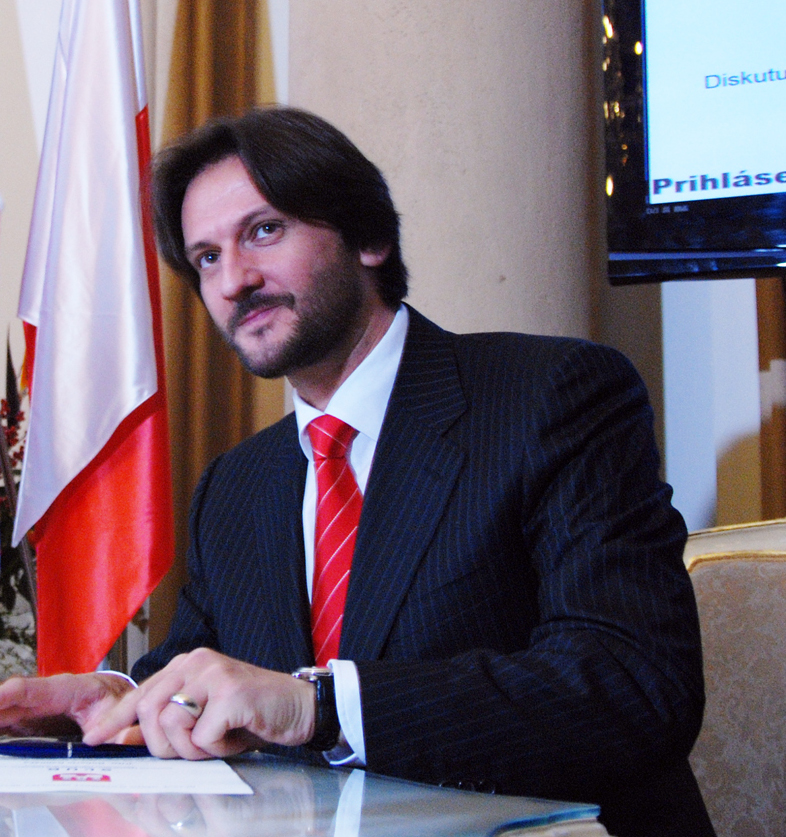
Zurückgetretener Innenminister Robert Kaliňák, 2010
Schließlich entlassener Polizeichef Tibor Gaspar, 2004
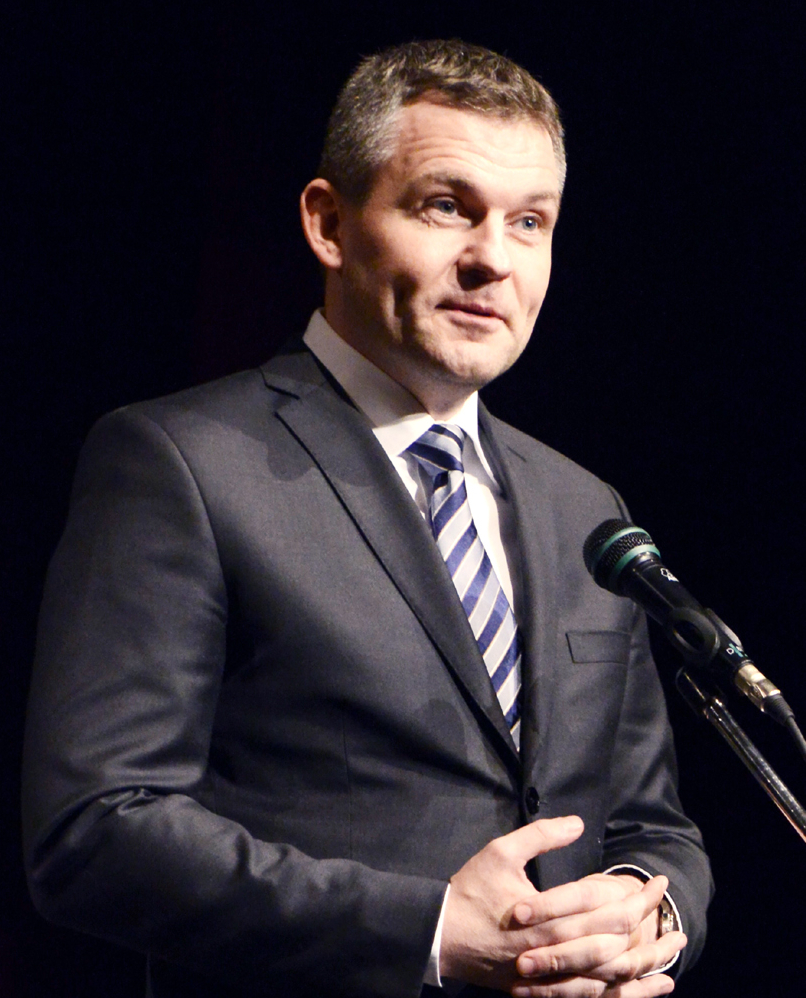
Neuer Ministerpräsident Peter Pellegrini, 2015
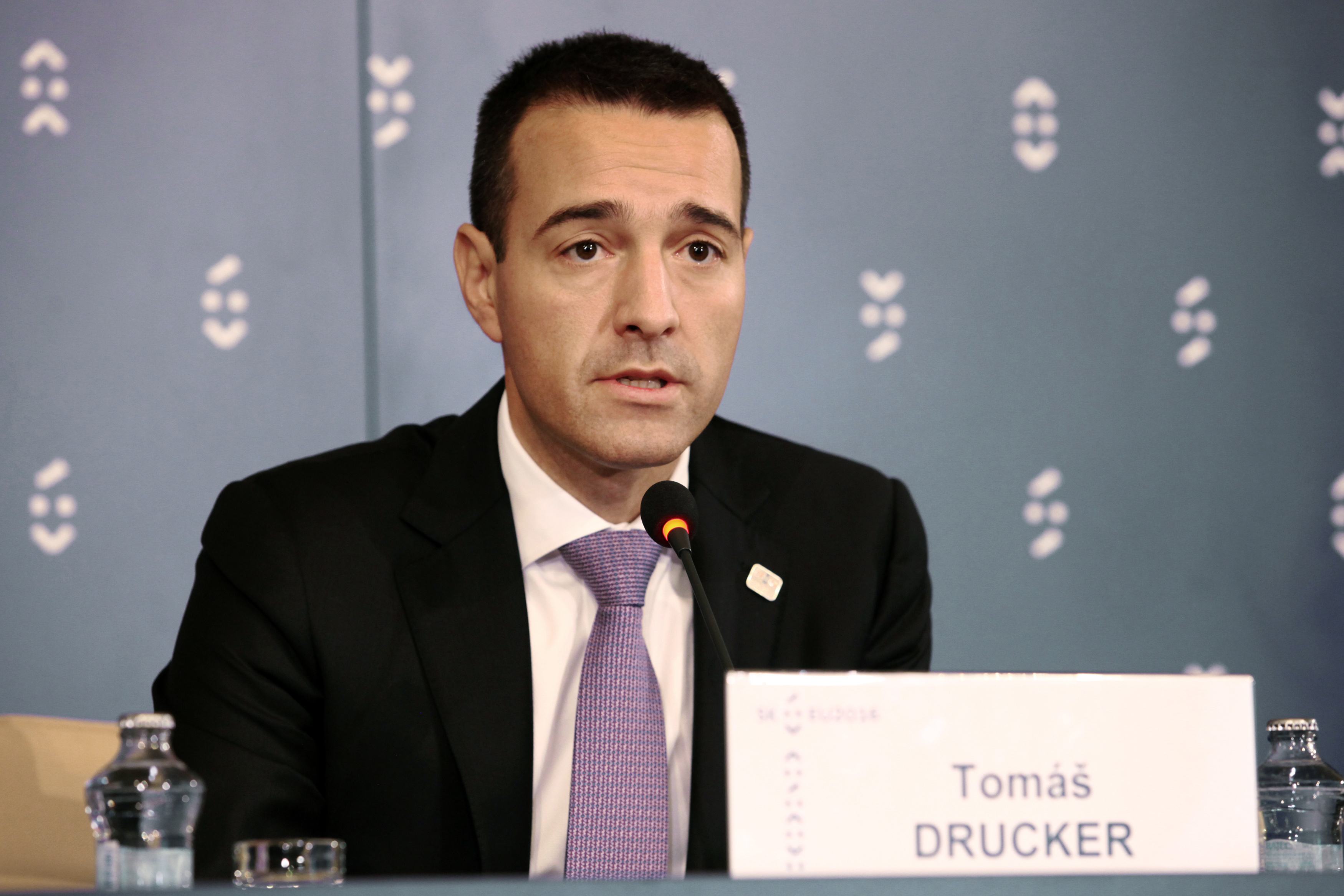
Kurzzeitiger Innenminister Tomáš Drucker, 2016

## Rezeption

### Normative Aspekte
Der schnelle Rücktritt von Ministern in der Slowakei wird durch das politische System des Landes begünstigt. Die Tatsache, dass das Misstrauensvotum einer einfachen parlamentarischen Mehrheit im Nationalrat einen Minister zum Rücktritt zwingen kann, wird von Wissenschaftlern auch als Ursache für eine "latente Instabilität" des politischen Systems beschrieben. Durch den Sturz einzelner Minister wird die gesamte Regierung ins Wanken gebracht. Allein die Drohung von Koalitionspartnern ein Misstrauensvotum zu unterstützen, kann andere Regierungsparteien schon zum vorauseilenden Handeln animieren.

### Einschätzungen
Der Politologe Grigorij Mesežnikov vom Institut für öffentliche Angelegenheiten (IVO) in Bratislava sagte im Bezug auf die möglichen Mafia-Kontakte der Präsidentenassistentin Mária Trošková, es sei „unverantwortlich, in welcher Weise Fico sein persönliches Interesse über die Interessen der Slowakei, gestellt hat- und gegenüber ihrem wichtigsten außenpolitischen Partner, also Deutschland“. „Mich würde es nicht wundern“, sagte Mesežnikov über die Tragweite der Affäre, „wenn nun alle europäischen Geheimdienste mehr Informationen und Rechenschaft von der Slowakei verlangen.“